# Морроа
Морроа (исп. Morroa) — город и муниципалитет на севере Колумбии, на территории департамента Сукре. Входит в состав субрегиона Монтес-де-Мария.

## История
Поселение, из которого позднее вырос город, было основано в 1533 году. Муниципалитет Морроа был выделен в отдельную административную единицу в 1928 году.

## Географическое положение

Муниципалитет Морроа

Город расположен на севере центральной части департамента, в пределах Прикарибской низменности, на расстоянии приблизительно 7 километров к востоку-северо-востоку (ENE) от города Синселехо, административного центра департамента. Абсолютная высота — 167 метров над уровнем моря.
Муниципалитет Морроа граничит на севере и северо-западе с территорией муниципалитета Колосо, на западе — с муниципалитетом Толувьехо, на юго-западе — с муниципалитетом Синселехо, на юго-востоке — с муниципалитетом Коросаль, на востоке — с муниципалитетом Лос-Пальмитос. Площадь муниципалитета составляет 161 км².

## Население
По данным Национального административного департамента статистики Колумбии, совокупная численность населения города и муниципалитета в 2015 году составляла 14 429 человек.
Динамика численности населения муниципалитета по годам:
| 2005   | 2006   | 2007   | 2008   | 2009   | 2010   | 2011   | 2012   | 2013   | 2014   | 2015   |
| ------ | ------ | ------ | ------ | ------ | ------ | ------ | ------ | ------ | ------ | ------ |
| 12 846 | 12 995 | 13 141 | 13 295 | 13 453 | 13 612 | 13 774 | 13 926 | 14 087 | 14 263 | 14 429 |

Согласно данным переписи 2005 года мужчины составляли 51,1 % от населения Морроа, женщины — соответственно 48,9 %. В расовом отношении белые и метисы составляли 92,9 % от населения города; негры, мулаты и райсальцы — 6,6 %, индейцы — 0,5 %.
Уровень грамотности среди всего населения составлял 79,4 %.

## Экономика
57 % от общего числа городских и муниципальных предприятий составляют предприятия торговой сферы, 36,4 % — предприятия сферы обслуживания, 6,6 % — промышленные предприятия.

## Транспорт
К югу от города проходит национальное шоссе № 25.